# Salamandrella
Salamandrella – rodzaj płazów ogoniastych z podrodziny Hynobiinae w rodzinie kątozębnych (Hynobiidae), obejmujący gatunki o czteropalczastych kończynach tylnych.

## Zasięg występowania
Rodzaj obejmuje gatunki występujące na wyspach Hokkaido (Japonia) i Sachalinie (Rosja), na Kamczatce do wschodniej europejskiej części Rosji, na południe do północnej Mongolii i północno-wschodnich Chin.

## Systematyka

### Etymologia
- Salamandrella: zdrobnienie nazw rodzaju Salamandra Garsault, 1764[2].
- Isodactylium: gr. ισος isos równy, podobny; δακτυλος daktulos „palec”[3]. Gatunek typowy: Isodactylium schrenckii Strauch, 1870 (= Salamandrella keyserlingii Dybowski, 1870).

### Podział systematyczny
Do rodzaju należą następujące gatunki:
- Salamandrella keyserlingii Dybowski, 1870 – kątoząb syberyjski[5]
- Salamandrella tridactyla Nikolskii, 1905